# Bazoges-en-Paillers
Bazoges-en-Paillers è un comune francese di 1 084 abitanti situato nel dipartimento della Vandea nella regione dei Paesi della Loira.

## Società

### Evoluzione demografica
Abitanti censiti